# Epictia tenella
Espèce
Synonymes
- Stenostoma albifrons Wagler, 1824
- Leptotyphlops albifrons (Wagler, 1824)
- Epictia albifrons (Wagler, 1824)
- Leptotyphlops tenella Klauber, 1939
- Leptotyphlops tenellus Klauber, 1939

Epictia tenella est une espèce de serpents de la famille des Leptotyphlopidae.

## Répartition
Cette espèce se rencontre en Guyane, au Suriname, au Guyana, au Venezuela, à la Trinité, en Colombie au Pérou, en Bolivie, au Paraguay, au Brésil, au Uruguay et en Argentine.
Elle a été observée une fois à Antigua. Sa présence est incertaine à Tobago.

## Taxinomie
Pour Adalsteinsson et al., 2009, Epictia albifrons et Epictia tenella sont deux espèces distinctes mais ReptileDB les considèrent comme synonymes.

## Description
L'holotype de Epictia tenella mesure 177 mm dont 11 mm pour la queue, et dont le diamètre au milieu du corps est de 3,5 mm.

## Publication originale
- Klauber, 1939 : Three new worm snakes of the genus Leptotyphlops. Transactions of the San Diego Society of Natural History, vol. 9, n. 14, p. 59-65 (texte intégral).